# Mines del Pla de Tor
Les mines del Pla de Tor van ser unes explotacions mineres ubicades a la part mitja-alta de la vall del riu Unhòla, a Bagergue, a l'actual terme municipal de Naut Aran. El mineral més extret fou l’esfalerita, la mena més important de zinc. Com a tal, es va començar a utilitzar al segle XIX, quan es va desenvolupar la tecnologia metal·lúrgica.
Els jaciments estan ubicats a la banda nord-est del Pla de Tor, una explanada a la part central de la vall del riu Unhòla, entre els 2.050 i els 2.150 metres d’altitud. Aquestes mines es coneixen des del 1865 i van ser explotades principalment per empreses franceses. Els anys de major producció minera van ser del 1904 al 1909. Les mines més importants van ser les anomenades "Adelina" i "Amalia".  L'any 1905 es va construir un telefèric de 2 quilòmetres de longitud, combinat amb sistemes de plans inclinats i vies Decauville fins a un rentador situat als voltants de Salardú. Tot el recorregut amb aquest sistema combinat arribava fins als 12 quilòmetres. 
De 1910 a 1914 va disminuir molt l'activitat i van ser tancades finalment el 1917. En l'actualitat queden pocs vestigis de les explotacions, més enllà dels restes d’edificis, terregalls i ferralla.